# Gastronomía de Guinea-Bisáu

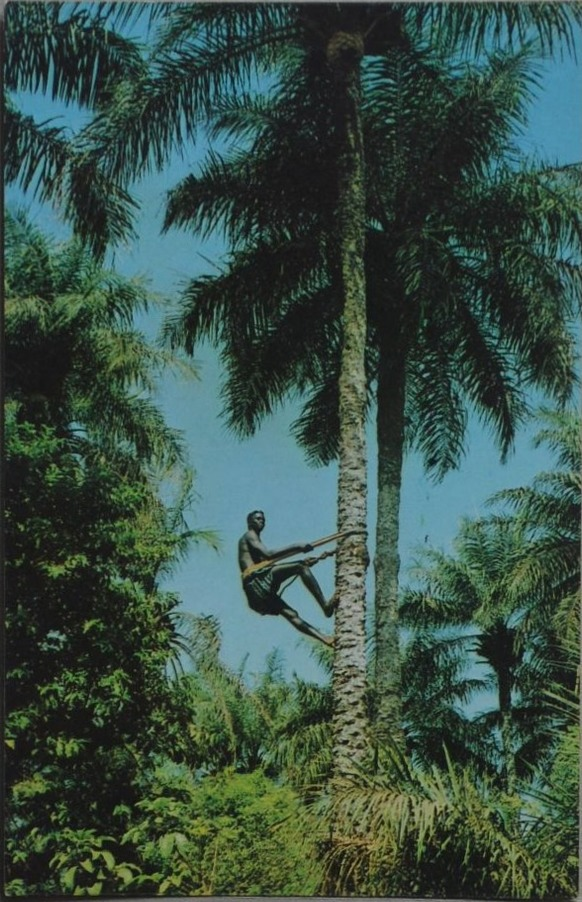
Extrayendo vino de palma (años 1960s).

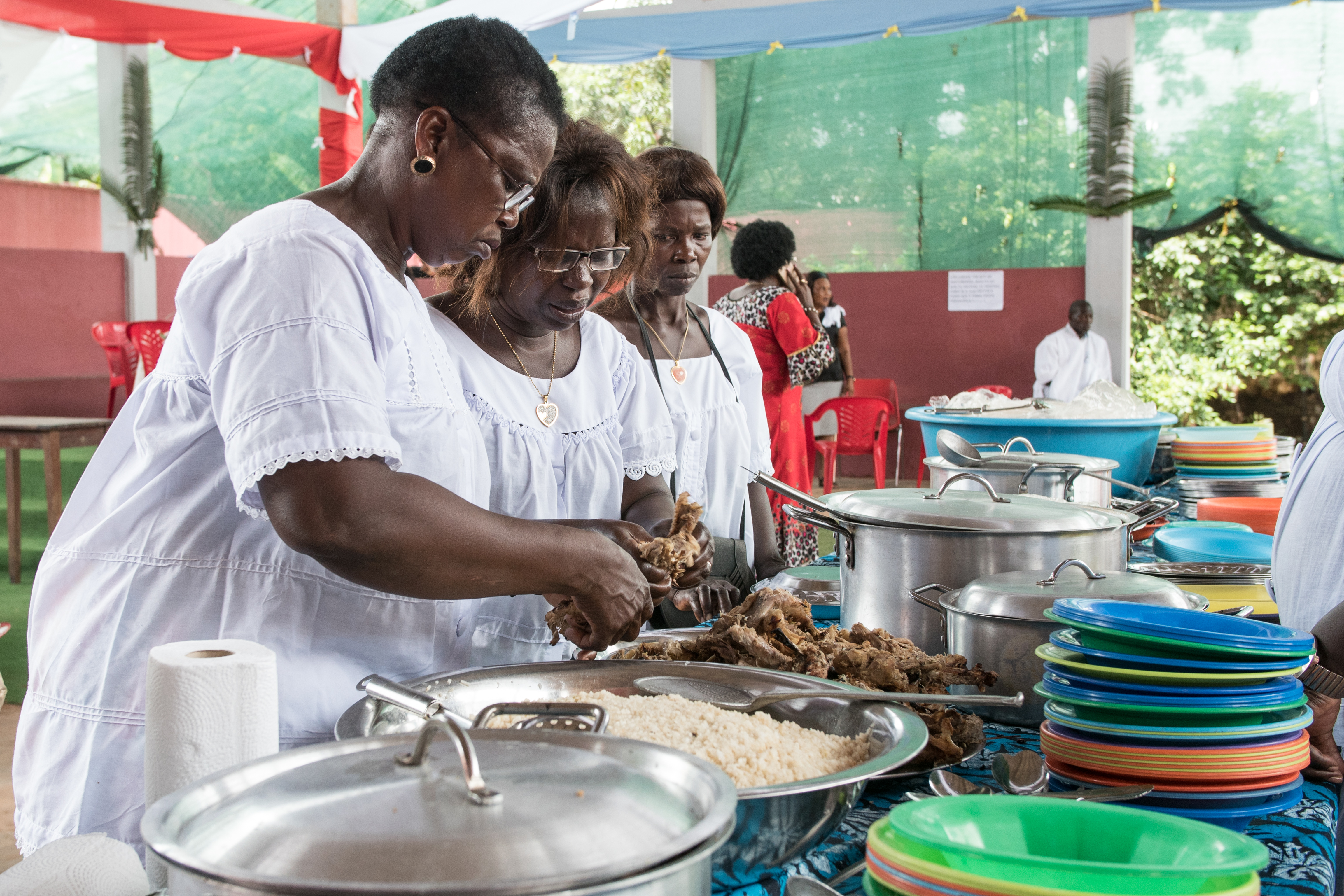
Desmenuce del pollo.

La gastronomía bisauguineana  es la cocina tradicional de Guinea-Bisáu, país de África occidental en la costa atlántica. El arroz es un alimento básico en la dieta de los residentes cercanos a la costa y el mijo es un alimento básico en el interior del país. Gran parte del arroz es importado y la inseguridad alimentaria es un problema en gran parte debido a golpes de estado, corrupción e inflación. Los anacardos se cultivan para la exportación. El coco, la nuez de nolí y las aceitunas también se cultivan.
El pescado, los mariscos, las frutas y las verduras se comen comúnmente junto con los cereales, la leche, la cuajada y el suero. Los portugueses alentaron la producción de maní. También se cultivan Vigna subterranea (cacahuete Bambara) y Macrotyloma geocarpum (cacahuete Hausa). Los frijoles negro-punteados también son parte de la dieta. El aceite de palma se cosecha.
Los platos comunes incluyen sopas y guisos. Los ingredientes comunes incluyen ñame, batata, yuca, cebolla, tomate y plátano. Las especias, los pimientos y los chiles se usan en la cocina, incluidas las semillas de pimienta de Guinea (Aframomum melegueta).

## Celebraciones
El 12 de septiembre es el cumpleaños de Amilcar Cabral, una celebración que incluye comer yassa, pollo preparado con mostaza, cítricos y cebolla. Otros días festivos y festivales incluyen el Carnaval en febrero, el día de la Mártir de la Colonización el 3 de agosto, el día del Movimiento de Reajuste en noviembre, el día de la Independencia el 24 de septiembre, el día de Mocidade el 1 de diciembre y Año Nuevo.
Las ceremonias familiares para conmemorar el nacimiento, la circuncisión de infantes, el matrimonio y la muerte se celebran con vino de palma o ron. El sacrificio de animales también se realiza.

## Gastronomía típica
- Abacate recheado
- Caldo de chabeu
- Caldo de citi
- Caldo de mancara (mancarra com citi)
- Camarões à guineense
- Cuscús de mijo
- Egusi
- Frango com bagique (pollo con espinacas)
- Frango no churrasco
- Fufu
- Moqueca de peixe
- Pescado seco
- Sigá

### Bebidas
- Té verde
- Yassa